# Domicide
Domicide ist ein Jazzalbum von Massimo de Mattia Suonomadre. Die am 25. Oktober 2023 im Artesuono Recording Studio in Cavalicco (Udine) entstandenen Aufnahmen erschienen am 10. April 2024 auf dem Berliner Label Aut Records.

## Hintergrund
Auf Domicide arbeitet der italienische Flötist Massimo de Mattias in seiner Gruppe Suonomadre mit dem Schlagzeuger, Perkussionisten und Sänger Zlatko Kaučič, dem Pianisten Giorgio Pacorig und dem Vibraphonisten und Perkussionisten Luigi Vitale zusammen. Zuvor hatte die Gruppe die Alben Ethnoshock! (2019) und Riot (2021) auf dem Label Caligola vorgelegt. Mit dem Einsatz akustischer Instrumente vollzieht sich die Abkehr der Gruppe von den elektronischen Experimenten, die Riot und Ethnoshock! charakterisiert haben.
Laut den Liner Notes deutet der Titel des Albums Domicide Themen der Störung und Transformation an und spiegelt möglicherweise die Auswirkungen äußerer Veränderungen auf persönliche und gemeinschaftliche Räume wider.

## Titelliste
- Massimo de Mattia Suonomadre: Domicide (Aut Records AUT108)[1]

1. Tristan 1:46
2. Domicide 5:59
3. Lessness 3:07
4. Knot 5:21
5. Additional Landscapes 4:48
6. Circular Conversation 11:07
7. Aspersions 5:47
8. Commonplace 0:30

Die Kompositionen stammen von Massimo de Mattia.

## Rezeption
Weniger „wütend“ und aufgeregt als in der Vergangenheit, aber immer noch lebendig, kreativ und überraschend, bringe das Suonomadre-Quartett des Flötisten Massimo De Mattia ein neues, völlig improvisiertes Werk heraus, schrieb Neri Pollastri in All About Jazz.
Es gebe Momente, in denen die Klangfarbentexturen besinnlicher und die Dynamik weniger akzentuiert würden als in der Vergangenheit. Darüber hinaus habe man hier die Elektronik aufgegeben und die gesamte Textur werde nun akustisch dargeboten, was die Qualitäten der einzelnen Personen noch mehr würdigen lässt. Aber der Schlüssel [hierzu] sei derselbe, der die Band seit ihrer Gründung auszeichnet: Unvorhersehbarkeit, expressive Eindringlichkeit, dichte Dialoge, entwickelt in der fast völligen Abwesenheit von lyrischem und melodischem Material, ohne jedoch jemals den Faden einer filigranen Erzählung zu verlieren.